# Adelheid van Anjou

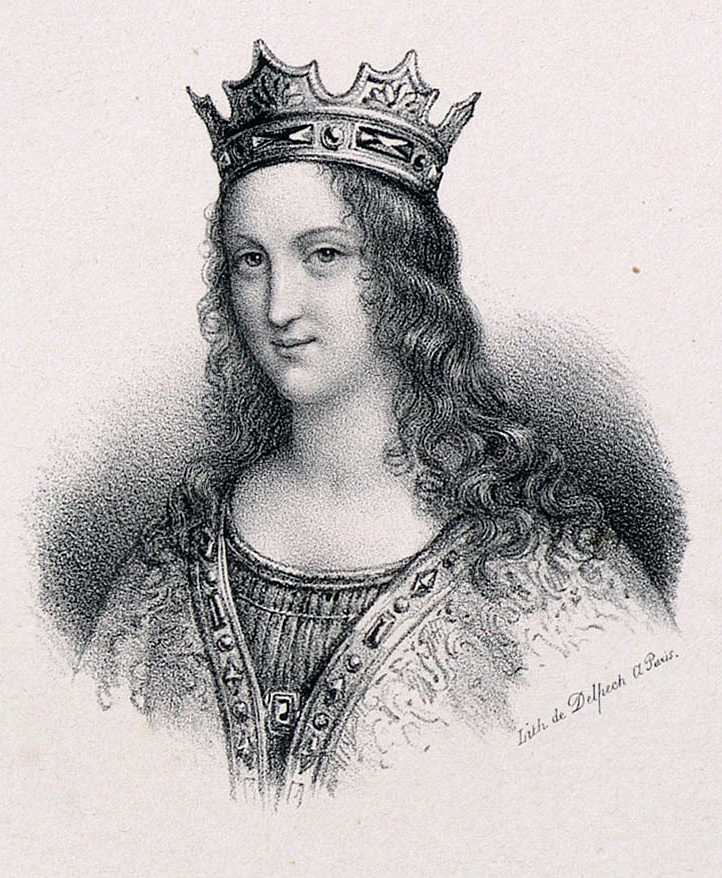
Imaginaire voorstelling van Adelheid van Anjou door François Delpech (begin 19e eeuw).

Adelheid van Anjou, ook Blanche genoemd (ca. 945 - 29 mei 1026), was een hoge edelvrouw uit West-Francië. Zij zou door haar huwelijken aan de belangrijkste hoven van haar tijd vertoeven en door haar kortstondig huwelijk met koning Lodewijk V van West-Francië zelfs door haar eigen broer tot koningin van Aquitanië worden gekroond. Ze was regentes van Gevaudan tijdens de minderjarigheid van haar zonen rond 970 en van de Provence tijdens de minderjarigheid van haar stiefzoon, Willem II van Provence, van 994 tot 999.

## Leven
Adelheid werd geboren als dochter van graaf Fulco II van Anjou en diens echtgenote, Gerberga van Orléans (ca. 920 - voor 952), mogelijk dochter van burggraaf Godfried van Orléans. Ze was de zus van Godfried I van Anjou en bisschop Guy van Anjou.

### Huwelijk met Stefanus van Brioude, graaf van Gévaudan (ca. 960/965- ca. 970)
Zij huwde rond 960-965 met Stefanus van Brioude, graaf van Gévaudan, met wie ze drie zonen had (de volgorde van deze is niet precies geweten):
1. Pons van Gévaudan, graaf van Gévaudan en Forez,[5]
2. Bertrand van Gévaudan, die samen met zijn broer Pons hun oom, Guy van Anjou, hielp in zijn strijd tegen opstandige heren,[6]
3. Stefanus van Gévaudan, die slechts kort als bisschop van Puy zijn oom, Guy van Anjou, zou opvolgen.

### Huwelijk met Raymond van Toulouse (ca. 975-ca. 979)
Vervolgens trad ze rond 975 met Raymond (V) van Toulouse in het huwelijk. Zij schonk hem een zoon en mogelijk ook een dochter:
1. Willem III van Toulouse,[8]
2. Toda Adelheid, getrouwd met graaf Bernard I van Bésalu.[9]

### Huwelijk met Lodewijk V (982-ten laatste januari 984)

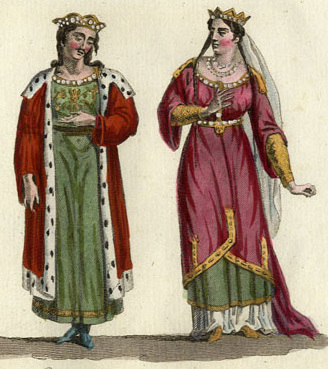
Denkbeeldige portretten van Lodewijk V en Adelheid van Anjou (1823).

Lotharius liet zijn zoon en kroonprins Lodewijk in 982 te Brioude met Adelheid, die de rijke weduwe van graaf Stefaan van Gévaudan was, trouwen. Tegelijkertijd stuurde Lotharius zijn zoon naar Aquitanië, waar Lodewijk ofwel als koning van Aquitanië zou heersen of als medekoning van zijn vader zou optreden (de gegevens in de bronnen spreken elkaar tegen). Het koppel zou kort na hun huwelijk door Adelheids broer, bisschop Guy van Anjou, tot koning en koningin van Aquitanië zijn gekroond. Adelheids oudste broer, Godfried I van Anjou, zou op dat moment op het toppunt van zijn macht zijn als sénéchal van Frankrijk én schoonbroer van de kroonprins.
Het huwelijk zou echter niet lang standhouden - er was een groot leeftijdsverschil - en werd na een jaar of twee ontbonden. Lodewijk keerde in 984 terug naar het hof van zijn vader.

### Huwelijk met Willem I van Provence (ten laatste januari 984-994)
Adelheid zou naar het hof van Willem I van Provence in Arles vluchten en met deze in het huwelijk treden (tussen juni 981 en januari 984).
Ze zou haar echtgenoot tijdens hun huwelijk meermaals bijstaan. Zo vinden we haar in 986 terug te Avignon bij een schenking aan de Sint-Andriesabdij van Villeneuve-lès-Avignon. Vervolgens wordt ze vermeld in schenkingsaktes aan de abdij van Montmajour te Arles in mei 988, aan de abdij Saint-Victor in juni 989, op 6 maart 991 opnieuw aan de abdij van Montmajour en ten slotte terug te Avignon op 29 augustus 993.
Ze was bij hem moeder van (de volgorde is opnieuw niet geweten):
1. Willem II van Provence (981-1018), graaf van Provence van 994 tot 1018,[21]
2. Constance (986/987-1032), die in 1000 was gehuwd met Robert II van Frankrijk,[22]
3. Ermengarde, gehuwd met Robert I van Auvergne.[23]

Ze was, tegen het advies van de paus, 993 regentes voor haar zoon, bestreed opstandelingen, en was in 1018 regentes voor haar kleinzoon. Ze deed meerdere schenkingen aan de abdij Saint-Victor.
Haar huwelijk met Otto Willem van Bourgondië is speculatief en omstreden.
Ze werd na haar dood in de abdij van Montmajour bijgezet, waar ze een gisant op haar graftombe kreeg.

## In fictie

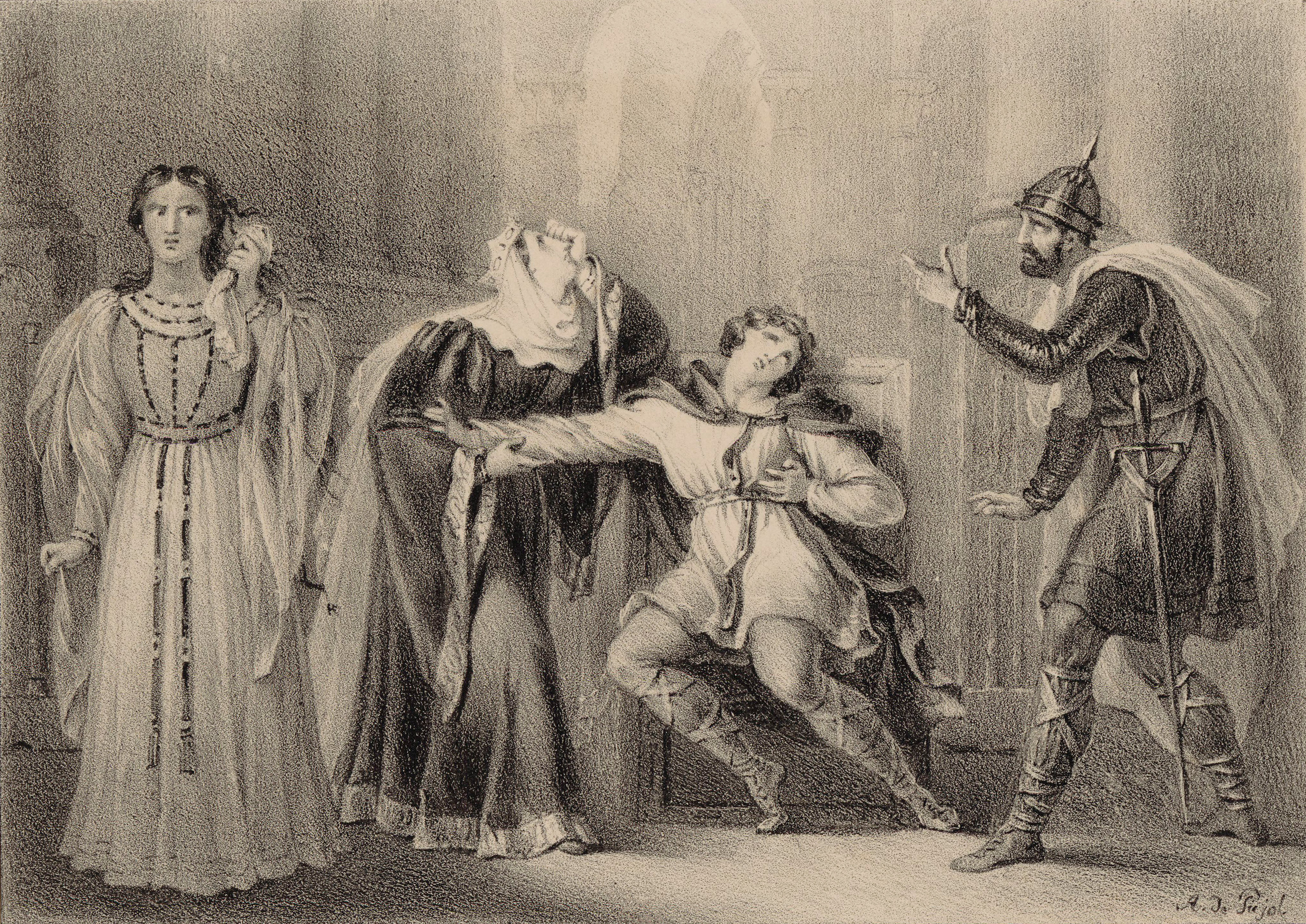
Scène van Blanche d'Aquitaine, ou Le dernier des Carlovingiens uit 1827.

Adelheid van Anjou speelt een rol in enkele fictiewerken, waaronder:
- Blanche d'Aquitaine ou Le dernier des Carlovingiens, een tragedie van Hippolyte-Louis-Florent Bis uit 1827[26] en voor het eerst opgevoerd door de Comédie-Française op 29 oktober 1827 in de salle Richelieu met Joséphine Duchesnois in de titelrol; het stuk zou tussen 1827 en 1829 negentien keren worden opgevoerd;[27]
- Ugo, conte di Parigi (Hugo, graaf van Parijs), Italiaanse opera gecomponeerd door Gaetano Donizetti, met een libretto geschreven door Felice Romani naar Blanche d'Aquitaine van Hippolyte Bis; deze opera werd voor het eerst opgevoerd op 13 maart 1832 in Teatro alla Scala in Milaan, met Giuditta Pasta in de rol van Adelheid van Anjou;
- Luigi V, re di Francia (Lodewijk V, koning van Frankrijk), Italiaanse opera seria in 3 akten gecomponeerd door Alberto Mazzucato naar het libretto Ugo, conte di Parigi van Romani, voor het eerst opgevoerd in het Teatro Re in Milaan op 25 februari 1843, met Marietta Gazzaniga in de rol van Adelheid van Anjou.[28]

## Stamboom
|                   |                   |                   |                   |                      |                      |                      |                      |                       |                       | Fulco II van Anjou    | Fulco II van Anjou    | Fulco II van Anjou    | Fulco II van Anjou    | Fulco II van Anjou | Fulco II van Anjou |                       |                       | Gerberga van Orléans  | Gerberga van Orléans  | Gerberga van Orléans  | Gerberga van Orléans  | Gerberga van Orléans | Gerberga van Orléans |                          |                          |                          |                          |                          |                          |  |  |                             |                             |                             |                             |                             |                             |  |  |                        |                        |                        |                        |                        |                        |                       |                       |                       |                       |                       |                       |                     |                     |  |  |                         |                         |                         |                         |                         |                         |  |  |                      |                      |                      |                      |                      |                      |  |  |                       |                       |                       |                       |                       |                       |  |  |
|                   |                   |                   |                   |                      |                      |                      |                      |                       |                       | Fulco II van Anjou    | Fulco II van Anjou    | Fulco II van Anjou    | Fulco II van Anjou    | Fulco II van Anjou | Fulco II van Anjou |                       |                       | Gerberga van Orléans  | Gerberga van Orléans  | Gerberga van Orléans  | Gerberga van Orléans  | Gerberga van Orléans | Gerberga van Orléans |                          |                          |                          |                          |                          |                          |  |  |                             |                             |                             |                             |                             |                             |  |  |                        |                        |                        |                        |                        |                        |                       |                       |                       |                       |                       |                       |                     |                     |  |  |                         |                         |                         |                         |                         |                         |  |  |                      |                      |                      |                      |                      |                      |  |  |                       |                       |                       |                       |                       |                       |  |  |
|                   |                   |                   |                   |                      |                      |                      |                      |                       |                       |                       |                       |                       |                       |                    |                    |                       |                       |                       |                       |                       |                       |                      |                      |                          |                          |                          |                          |                          |                          |  |  |                             |                             |                             |                             |                             |                             |  |  |                        |                        |                        |                        |                        |                        |                       |                       |                       |                       |                       |                       |                     |                     |  |  |                         |                         |                         |                         |                         |                         |  |  |                      |                      |                      |                      |                      |                      |  |  |                       |                       |                       |                       |                       |                       |  |  |
|                   |                   |                   |                   |                      |                      |                      |                      |                       |                       |                       |                       |                       |                       |                    |                    |                       |                       |                       |                       |                       |                       |                      |                      |                          |                          |                          |                          |                          |                          |  |  |                             |                             |                             |                             |                             |                             |  |  |                        |                        |                        |                        |                        |                        |                       |                       |                       |                       |                       |                       |                     |                     |  |  |                         |                         |                         |                         |                         |                         |  |  |                      |                      |                      |                      |                      |                      |  |  |                       |                       |                       |                       |                       |                       |  |  |
|                   |                   |                   |                   | Stefanus van Brioude | Stefanus van Brioude | Stefanus van Brioude | Stefanus van Brioude | Stefanus van Brioude  | Stefanus van Brioude  |                       |                       |                       |                       | Adelheid van Anjou | Adelheid van Anjou | Adelheid van Anjou    | Adelheid van Anjou    | Adelheid van Anjou    | Adelheid van Anjou    |                       |                       |                      |                      | Raymond (V) van Toulouse | Raymond (V) van Toulouse | Raymond (V) van Toulouse | Raymond (V) van Toulouse | Raymond (V) van Toulouse | Raymond (V) van Toulouse |  |  | Lodewijk V van West-Francië | Lodewijk V van West-Francië | Lodewijk V van West-Francië | Lodewijk V van West-Francië | Lodewijk V van West-Francië | Lodewijk V van West-Francië |  |  |                        |                        |                        |                        |                        |                        | Willem I van Provence | Willem I van Provence | Willem I van Provence | Willem I van Provence | Willem I van Provence | Willem I van Provence |                     |                     |  |  |                         |                         |                         |                         |                         |                         |  |  |                      |                      |                      |                      |                      |                      |  |  |                       |                       |                       |                       |                       |                       |  |  |
|                   |                   |                   |                   | Stefanus van Brioude | Stefanus van Brioude | Stefanus van Brioude | Stefanus van Brioude | Stefanus van Brioude  | Stefanus van Brioude  |                       |                       |                       |                       | Adelheid van Anjou | Adelheid van Anjou | Adelheid van Anjou    | Adelheid van Anjou    | Adelheid van Anjou    | Adelheid van Anjou    |                       |                       |                      |                      | Raymond (V) van Toulouse | Raymond (V) van Toulouse | Raymond (V) van Toulouse | Raymond (V) van Toulouse | Raymond (V) van Toulouse | Raymond (V) van Toulouse |  |  | Lodewijk V van West-Francië | Lodewijk V van West-Francië | Lodewijk V van West-Francië | Lodewijk V van West-Francië | Lodewijk V van West-Francië | Lodewijk V van West-Francië |  |  |                        |                        |                        |                        |                        |                        | Willem I van Provence | Willem I van Provence | Willem I van Provence | Willem I van Provence | Willem I van Provence | Willem I van Provence |                     |                     |  |  |                         |                         |                         |                         |                         |                         |  |  |                      |                      |                      |                      |                      |                      |  |  |                       |                       |                       |                       |                       |                       |  |  |
|                   |                   |                   |                   |                      |                      |                      |                      |                       |                       |                       |                       |                       |                       |                    |                    |                       |                       |                       |                       |                       |                       |                      |                      |                          |                          |                          |                          |                          |                          |  |  |                             |                             |                             |                             |                             |                             |  |  |                        |                        |                        |                        |                        |                        |                       |                       |                       |                       |                       |                       |                     |                     |  |  |                         |                         |                         |                         |                         |                         |  |  |                      |                      |                      |                      |                      |                      |  |  |                       |                       |                       |                       |                       |                       |  |  |
|                   |                   |                   |                   |                      |                      |                      |                      |                       |                       |                       |                       |                       |                       |                    |                    |                       |                       |                       |                       |                       |                       |                      |                      |                          |                          |                          |                          |                          |                          |  |  |                             |                             |                             |                             |                             |                             |  |  |                        |                        |                        |                        |                        |                        |                       |                       |                       |                       |                       |                       |                     |                     |  |  |                         |                         |                         |                         |                         |                         |  |  |                      |                      |                      |                      |                      |                      |  |  |                       |                       |                       |                       |                       |                       |  |  |
| Pons van Gévaudan | Pons van Gévaudan | Pons van Gévaudan | Pons van Gévaudan | Pons van Gévaudan    | Pons van Gévaudan    |                      |                      | Bertrand van Gévaudan | Bertrand van Gévaudan | Bertrand van Gévaudan | Bertrand van Gévaudan | Bertrand van Gévaudan | Bertrand van Gévaudan |                    |                    | Stefanus van Gévaudan | Stefanus van Gévaudan | Stefanus van Gévaudan | Stefanus van Gévaudan | Stefanus van Gévaudan | Stefanus van Gévaudan |                      |                      | Willem III van Toulouse  | Willem III van Toulouse  | Willem III van Toulouse  | Willem III van Toulouse  | Willem III van Toulouse  | Willem III van Toulouse  |  |  | Toda Adelheid               | Toda Adelheid               | Toda Adelheid               | Toda Adelheid               | Toda Adelheid               | Toda Adelheid               |  |  | Willem II van Provence | Willem II van Provence | Willem II van Provence | Willem II van Provence | Willem II van Provence | Willem II van Provence |                       |                       | Constance van Arles   | Constance van Arles   | Constance van Arles   | Constance van Arles   | Constance van Arles | Constance van Arles |  |  | Robert II van Frankrijk | Robert II van Frankrijk | Robert II van Frankrijk | Robert II van Frankrijk | Robert II van Frankrijk | Robert II van Frankrijk |  |  | Ermengarde van Arles | Ermengarde van Arles | Ermengarde van Arles | Ermengarde van Arles | Ermengarde van Arles | Ermengarde van Arles |  |  | Robert I van Auvergne | Robert I van Auvergne | Robert I van Auvergne | Robert I van Auvergne | Robert I van Auvergne | Robert I van Auvergne |  |  |
| Pons van Gévaudan | Pons van Gévaudan | Pons van Gévaudan | Pons van Gévaudan | Pons van Gévaudan    | Pons van Gévaudan    |                      |                      | Bertrand van Gévaudan | Bertrand van Gévaudan | Bertrand van Gévaudan | Bertrand van Gévaudan | Bertrand van Gévaudan | Bertrand van Gévaudan |                    |                    | Stefanus van Gévaudan | Stefanus van Gévaudan | Stefanus van Gévaudan | Stefanus van Gévaudan | Stefanus van Gévaudan | Stefanus van Gévaudan |                      |                      | Willem III van Toulouse  | Willem III van Toulouse  | Willem III van Toulouse  | Willem III van Toulouse  | Willem III van Toulouse  | Willem III van Toulouse  |  |  | Toda Adelheid               | Toda Adelheid               | Toda Adelheid               | Toda Adelheid               | Toda Adelheid               | Toda Adelheid               |  |  | Willem II van Provence | Willem II van Provence | Willem II van Provence | Willem II van Provence | Willem II van Provence | Willem II van Provence |                       |                       | Constance van Arles   | Constance van Arles   | Constance van Arles   | Constance van Arles   | Constance van Arles | Constance van Arles |  |  | Robert II van Frankrijk | Robert II van Frankrijk | Robert II van Frankrijk | Robert II van Frankrijk | Robert II van Frankrijk | Robert II van Frankrijk |  |  | Ermengarde van Arles | Ermengarde van Arles | Ermengarde van Arles | Ermengarde van Arles | Ermengarde van Arles | Ermengarde van Arles |  |  | Robert I van Auvergne | Robert I van Auvergne | Robert I van Auvergne | Robert I van Auvergne | Robert I van Auvergne | Robert I van Auvergne |  |  |